# Eric Livingston
Pour les articles homonymes, voir Livingston.
Eric Livingston est un sociologue américain, il est l'un des premiers représentants de l'ethnométhodologie. 
Il est professeur de sciences sociales et de sciences cognitives à la School of Social Science de l'University of New England, Armidale. Ses travaux portent notamment sur l'étude des compétences dans les pratiques scientifiques et dans les activités quotidiennes. Il est l'auteur d'un article demeuré célèbre sur les pulsars, en collaboration avec Mike Lynch et Harold Garfinkel dont il fut l'un des étudiants.

## Publications
- avec Harold Garfinkel et Michael Lynch, « The Work of a discovering science construed with materials from the optically discovered pulsar », dans Philosophy of the Social Sciences, 11, pp. 131-158, 1981.
- avec Harold Garfinkel et Michael Lynch, « Temporal order in laboratory life », dans Karin D. Knorr-Cetina & Michael Mulkay, eds. Science observed: perspectives on the social study of science, London: Sage: 20538, 1983.
- The Ethnomethodological Foundations of Mathematics, London: Routledge and Kegan Paul, 1986.
- Making Sense of Ethnomethodology, London: Routledge and Kegan Paul, 1987.
- An Anthropology of Reading, Bloomington: Indiana University Press, 1995.
- Ethnographies of Reason. Directions in Ethnomethodology and Conversation Analysis, Ashgate, 2008.